# Otto Přibram

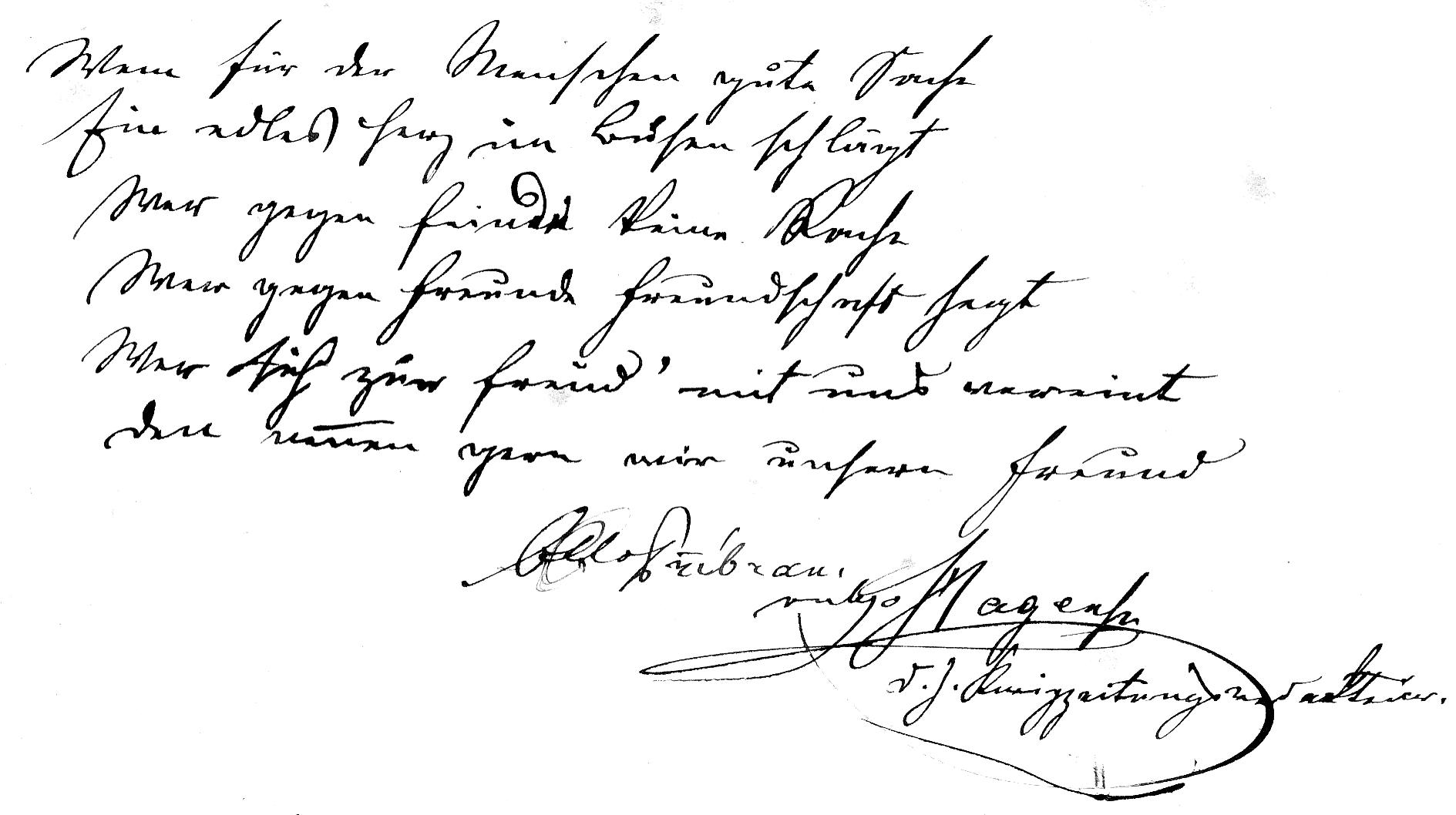
Gästebucheintrag von Otto Pribram an der Universität Prag, 1864

Otto Přibram (selten  Otto Příbram, geboren am 12. Juli 1844 in Prag, Kaisertum Österreich; gestorben am 10. September 1917 in Prag, Österreich-Ungarn) war ein deutschsprachiger Jurist, sowie Präsident der Arbeiter-Unfall-Versicherungs-Anstalt in Prag und der Prager Maschinenbau AG.

## Leben
Der Vater Emanuel Příbram war ein angesehener jüdischer Arzt in Prag. Ottos älterer Bruder Alfred wurde Medizinprofessor, der jüngere Richard wurde Chemieprofessor.
Otto Příbram studierte Jura in Prag. 1867 promovierte er dort und ließ sich anschließend als freier Advokat (Rechtsanwalt) in der Stadt nieder.
1895 wurde er Präsident der Arbeiter-Unfall-Versicherungs-Anstalt für das Königreich Böhmen mit 250 Mitarbeitern, die 200.000 Unternehmen mit drei Millionen Beschäftigten betreuten. 1908 verschaffte er dem jungen Franz Kafka dort eine Anstellung.
Otto Přibram war Landesadvokat, Vorsitzender der Juristenvereinigung, langjähriger Präsident der Prager Maschinenbau AG Ruston & Co., Aufsichtsratsmitglied der Škoda-Werke, und Mitglied in weiteren Organisationen. Er war an der Gründung eines deutschen Mädchen-Lyzeums in Prag beteiligt und leitete dieses zeitweise (?).
Otto Pribram erhielt den Franz-Josephs-Orden (Komtur) und den Orden der Eisernen Krone (III. Klasse).

## Ehe und Nachkommen

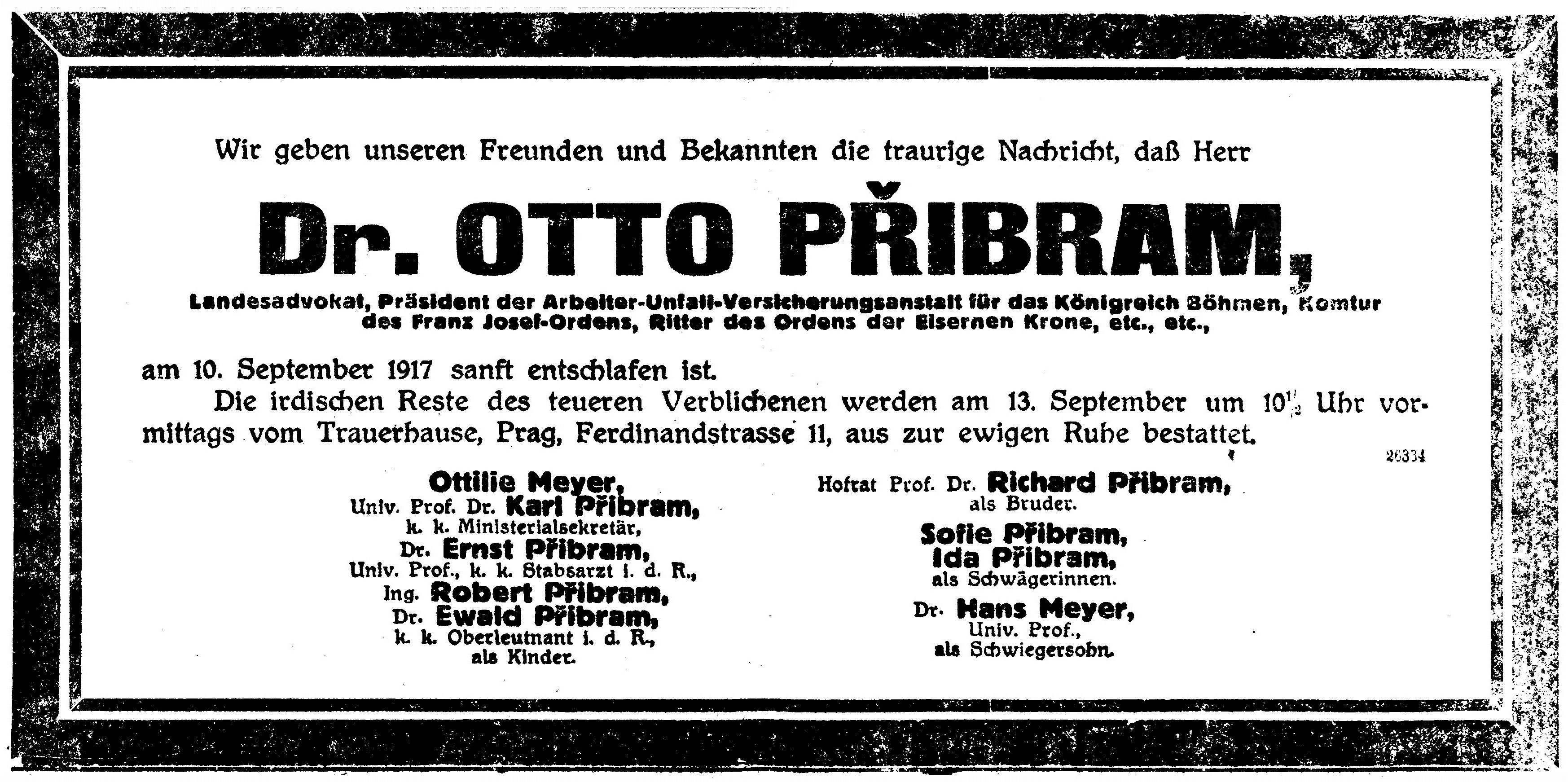
Todesanzeige im Prager Tagblatt vom 11. September 1917

Otto Příbram war mit Eleonore Popper verheiratet. Sie hatten mehrere Kinder, darunter zwei spätere Universitätsprofessoren.
- Ottilie Meyer (1876–1919), heiratete den Mediziner Prof. Dr. Hans Leopold Meyer
- Karl Eman Přibram (1877–1973), Professor für Wirtschaftswissenschaft in Wien, Frankfurt und Washington
- Ernst August Přibram (1879–1940), Professor für Bakteriologie und präventive Medizin in Chicago
- Robert Přibram (1880–1942), Ingenieur in Prag
- Ewald Felix Přibram (1883–1940), Rechtsanwalt, Klassenkamerad und Freund von Franz Kafka